# AN/SPS-67

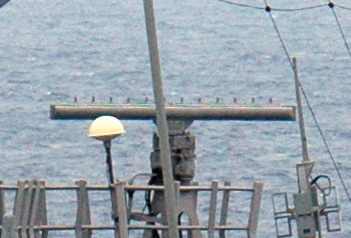
AN/SPS-67(V)3

Das AN/SPS-67 (JETDS-Bezeichnung) ist ein schiffgestütztes Oberflächensuchradar mittlerer Reichweite. Es wurde anfangs von Norden Systems gefertigt, bis Northrop Grumman die Produktion übernahm.

## Entwicklung
Das SPS-67 wurde als Ersatz für das inzwischen veraltete AN/SPS-10 entwickelt. Zu den Vorteilen des neuen Radars zählen unter anderem verbesserte ECCM-Kapazitäten, Tieffliegererkennung und höhere Zuverlässigkeit. Diese Unterschiede resultieren im Wesentlichen daraus, dass bei dem SPS-67 moderne digitale Komponenten verwendet werden im Gegensatz zu den analogen Baugruppen des SPS-10, wobei jedoch anzumerken ist, dass dessen Gitterantenne auch bei dem SPS-67 verwendet wurde. Das System wurde 1977 bei der US Navy eingeführt und mittlerweile durch das C-Band Active Array Radar (CBAAR) abgelöst.

## Beschreibung

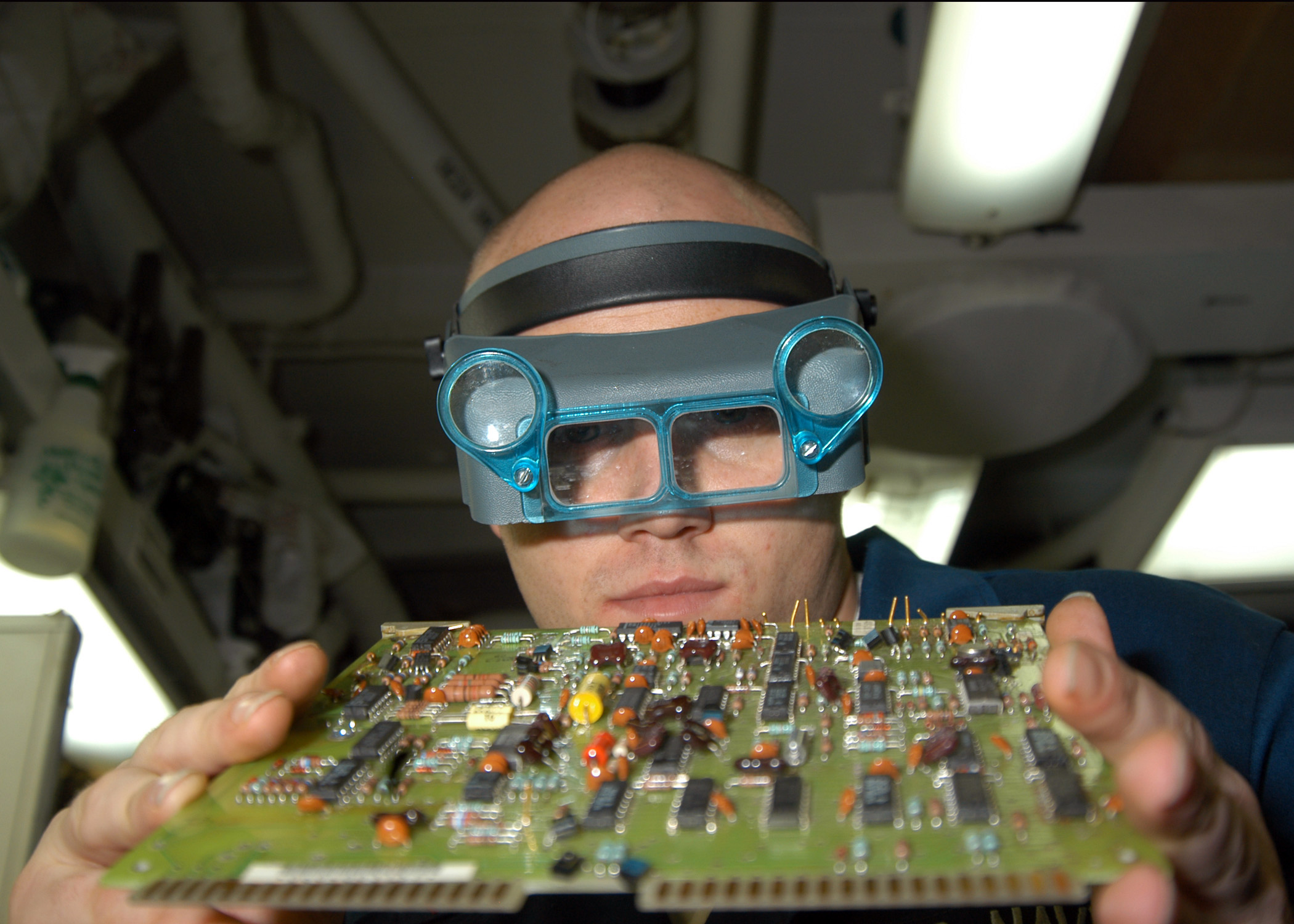
Ein Techniker der US Navy zeigt eine der modularen Steckkarten

Primär ist das SPS-67 für die Navigation und die Erfassung von Oberflächenzielen konzipiert, es können allerdings auch tieffliegende Ziele wie Seezielflugkörper und Flugzeuge erfasst werden. Um diesen vielfältigen Anforderungen gerecht zu werden, verfügt das Radar über eine Vielzahl von Betriebsmodi. Des Weiteren wurde Wert auf eine zuverlässige Elektronik gelegt, so dass man hauptsächlich digitale Komponenten verwendete, welche leicht auszutauschen sind und über eine Selbstdiagnosefunktion verfügen. Um die von Wellen verursachten Clutter und Interferenzen auszublenden, wurden zusätzliche Computersysteme entwickelt, welche auf diese Aufgabe spezialisiert sind. Das Radar verfügt auch über einen integrierten IFF-Transmitter.

## Varianten
- AN/SPS-67(V)1: Die Basisversion.
- AN/SPS-67(V)2: Diese Variante ist mit der vorherigen identisch, die Antenne wurde jedoch durch ein moderneres und kompakteres Modell ersetzt.
- AN/SPS-67(V)3: Seit dem Jahr 2000 steht diese neue Version zur Verfügung. Das Radar verfügt nun über einen digitalen MTI-Modus sowie über eine verbesserte Clutter-Unterdrückung und automatische Zielerfassung und -verfolgung. Außerdem kann das System nun Zieldaten an das Aegis-Kampfsystem weitergeben, wobei mehr als 128 Ziele verfolgt werden können.

## Plattformen
- Kreuzer: California-Klasse
- Zerstörer: Arleigh-Burke-Klasse, Álvaro-de-Bazán-Klasse, Lütjens-Klasse
- Schlachtschiffe: Iowa-Klasse
- Flugzeugträger: Forrestal-Klasse, Enterprise, Nimitz-Klasse
- Schiffe für amphibische Kriegsführung: Tarawa-Klasse, Whidbey-Island-Klasse, Harpers-Ferry-Klasse, Wasp-Klasse

## Technische Daten

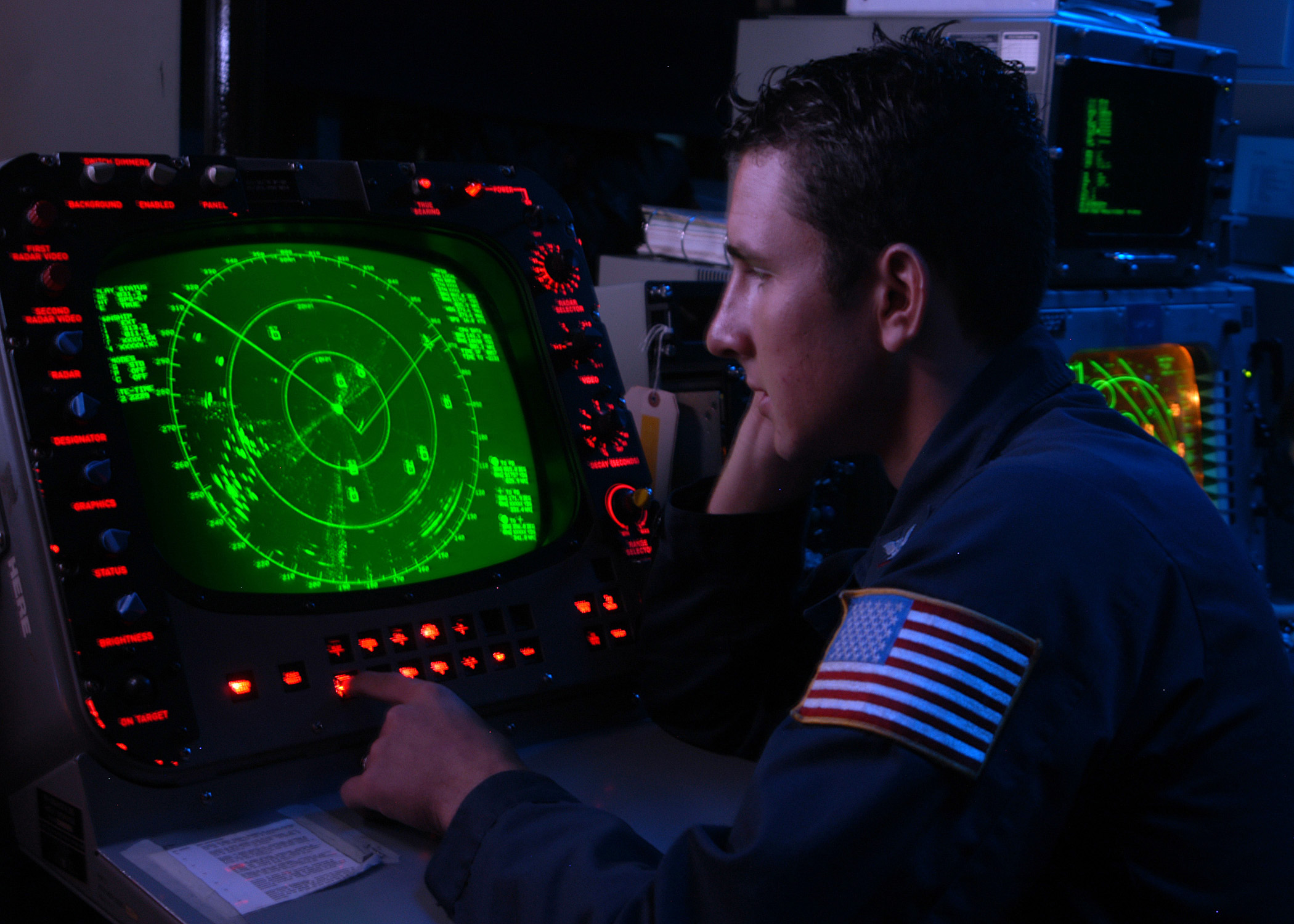
Der Radarschirm des SPS-67 an Bord der USS John F. Kennedy

| Technische Daten AN/SPS-67 | Technische Daten AN/SPS-67 |
| -------------------------- | -------------------------- |
| Frequenzbereich            | 5,4–5,8 GHz                |
| Pulswiederholzeit          |                            |
| Pulswiederholfrequenz      | 150, 1200 oder 2400 Hz     |
| Sendezeit (PW)             | 0,1; 0,35 oder 1,0 µs      |
| Empfangszeit               |                            |
| Totzeit                    |                            |
| Pulsleistung               | 280 kW                     |
| Durchschnittsleistung      |                            |
| angezeigte Entfernung      | 105 km                     |
| Entfernungsauflösung       |                            |
| Öffnungswinkel             | (V)1: 12° (V)2/3: 31°      |
| Trefferzahl                |                            |
| Antennenumlaufzeit         | 2–4 s                      |